# Taubenturm Château de la Valade

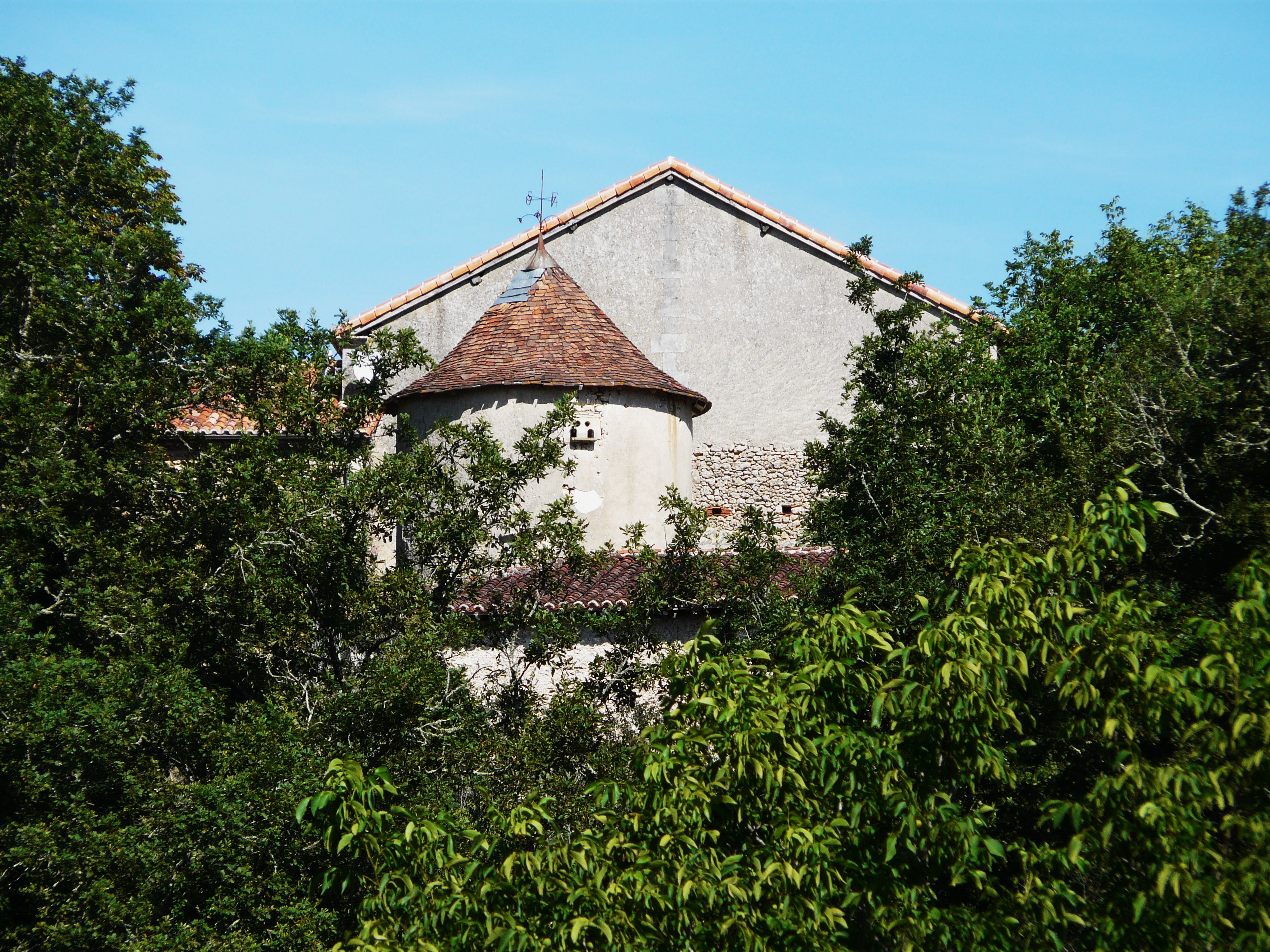
Taubenturm in Bourdeilles

Der Taubenturm (französisch colombier oder pigeonnier) des Château de la Valade in Bourdeilles, einer französischen Gemeinde im Département Dordogne in der Region Nouvelle-Aquitaine, wurde im 17. Jahrhundert errichtet.
Der runde Taubenturm ist verputzt und das Dach wird von flachen Ziegeln gedeckt.